# Чеккетто, Клаудио
Клаудио Чеккетто (итал. Claudio Cecchetto; 19 апреля 1952, Чеджа, Венеция) — итальянский продюсер, диджей, теле- и радиоведущий.

## Биография
Чекетто родился в маленьком городе Чеджа, однако с трёхлетнего возраста жил в Милане.
Во время учёбы в Миланском университете начал работать диджеем в местных ночных клубах и в 1975 году ушёл из университета, чтобы сосредоточиться на карьере в музыкальной сфере. Вскоре он стал радиоведущим на Radio Milano International, а затем — на Radio Studio 105, а в 1978—1979 годах был ведущим музыкальной программы на телеканале Telemilano 58. С 1980 года был ведущим различных программ на Rai, в частности Scacco matto (1980), Discoring (1980), Fantastico 2 (1981), а с 1982 года — программ на Canale 5 (Premiatissima и Pop Corn).
В 1980—1982 годах был ведущим Фестиваля в Сан-Ремо.
В 1981 году выпустил сингл Gioca Jouer (музыка Клаудио Симонетти).
В 1982 году основал собственную радиостанцию — Radio Deejay, а уже через год создал её телеверсию Dee Jay Television (в 1983 году — на Canale 5, а с 1984 года — на Italia 1).
С 1984 года занялся продюсерской деятельностью. Сыграл важную роль в развитии карьеры многих артистов и ведущих, таких как Джованотти, Джерри Скотти, Альбертино, Фьорелло, Сабрина Салерно, Фабио Воло, группы «883» и «Finley» и другие.
В 1987 году приобрёл Radio Capital. В 1994 году продал Radio Deejay, сосредоточившись на развитии Radio Capital, однако в 1997 году продал и эту радиостанцию.
В 2019 году баллотировался на пост мэра Мизано-Адриатико, а в 2022 году — мэра Риччоне, в обоих случаях неудачно.

## Личная жизнь
В 1992 году женился на Марии Паоле Данне; у них двое детей: Джоди (род. 7 июня 1994) и Леонардо (род. 20 марта 2000).